# Marissa Castelli
Marissa Castelli (ur. 20 sierpnia 1990 w Providence) – amerykańska łyżwiarka figurowa, startująca w parach sportowych. Brązowa medalistka olimpijska z Soczi (2014, drużynowo), brązowa medalistka mistrzostw czterech kontynentów (2013) oraz dwukrotna mistrzyni Stanów Zjednoczonych (2013, 2014). Po zakończeniu kariery amatorskiej na początku 2019 roku została trenerką łyżwiarstwa i choreografem w rodzinnym Providence. 

## Osiągnięcia

### Pary sportowe

#### Z Mervinem Tranem
| Zawody                           | 14–15          | 15–16          | 16–17          | 17–18          |                |                |                |                |                |                |                |                |                |                |                |                |                |
| Międzynarodowe                   | Międzynarodowe | Międzynarodowe | Międzynarodowe | Międzynarodowe | Międzynarodowe | Międzynarodowe | Międzynarodowe | Międzynarodowe | Międzynarodowe | Międzynarodowe | Międzynarodowe | Międzynarodowe | Międzynarodowe | Międzynarodowe | Międzynarodowe | Międzynarodowe | Międzynarodowe |
| -------------------------------- | -------------- | -------------- | -------------- | -------------- | -------------- | -------------- | -------------- | -------------- | -------------- | -------------- | -------------- | -------------- | -------------- | -------------- | -------------- | -------------- | -------------- |
| Mistrzostwa czterech kontynentów |                | 6              |                |                |                |                |                |                |                |                |                |                |                |                |                |                |                |
| GP Rostelecom Cup                |                |                |                | 7              |                |                |                |                |                |                |                |                |                |                |                |                |                |
| GP Skate America                 |                |                | 7              |                |                |                |                |                |                |                |                |                |                |                |                |                |                |
| GP Skate Canada International    |                | 4              |                |                |                |                |                |                |                |                |                |                |                |                |                |                |                |
| GP Internationaux de France      |                | 6              | 5              | 6              |                |                |                |                |                |                |                |                |                |                |                |                |                |
| CS Autumn Classic International  |                |                | 3              | 4              |                |                |                |                |                |                |                |                |                |                |                |                |                |
| CS Golden Spin Zagrzeb           |                | 5              |                |                |                |                |                |                |                |                |                |                |                |                |                |                |                |
| CS U.S. International Classic    |                | 2              |                |                |                |                |                |                |                |                |                |                |                |                |                |                |                |
| Autumn Classic International     |                | 2              |                |                |                |                |                |                |                |                |                |                |                |                |                |                |                |
| Krajowe                          |                |                |                |                |                |                |                |                |                |                |                |                |                |                |                |                |                |
| Mistrzostwa Stanów Zjednoczonych | 6              | 3              | 2              | 6              |                |                |                |                |                |                |                |                |                |                |                |                |                |

#### Z Simonem Shnapirem

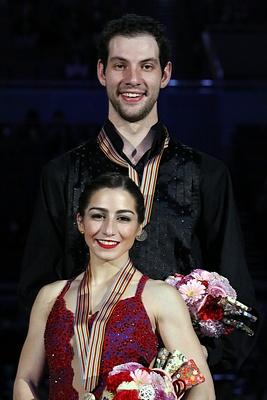
Castelli i Shnapir na podium mistrzostw czterech kontynentów 2013

| Zawody                                | 06–07          | 07–08          | 08–09          | 09–10          | 10–11          | 11–12          | 12–13          | 13–14          |                |                |                |                |                |                |                |                |                |
| Międzynarodowe                        | Międzynarodowe | Międzynarodowe | Międzynarodowe | Międzynarodowe | Międzynarodowe | Międzynarodowe | Międzynarodowe | Międzynarodowe | Międzynarodowe | Międzynarodowe | Międzynarodowe | Międzynarodowe | Międzynarodowe | Międzynarodowe | Międzynarodowe | Międzynarodowe | Międzynarodowe |
| ------------------------------------- | -------------- | -------------- | -------------- | -------------- | -------------- | -------------- | -------------- | -------------- | -------------- | -------------- | -------------- | -------------- | -------------- | -------------- | -------------- | -------------- | -------------- |
| Igrzyska olimpijskie                  |                |                |                |                |                |                |                | 9              |                |                |                |                |                |                |                |                |                |
| Mistrzostwa świata                    |                |                |                |                |                |                | 13             | 11             |                |                |                |                |                |                |                |                |                |
| Mistrzostwa czterech kontynentów      |                |                |                | 10             |                |                | 3              |                |                |                |                |                |                |                |                |                |                |
| GP NHK Trophy                         |                |                |                |                |                | 7              | 3              | 4              |                |                |                |                |                |                |                |                |                |
| GP Skate America                      |                |                |                |                | 6              |                | 5              | 6              |                |                |                |                |                |                |                |                |                |
| GP Skate Canada International         |                |                |                |                | 4              |                |                |                |                |                |                |                |                |                |                |                |                |
| GP Trophée Eric Bompard               |                |                |                | 7              |                |                |                |                |                |                |                |                |                |                |                |                |                |
| Ice Challenge                         |                |                |                |                |                |                | 1              |                |                |                |                |                |                |                |                |                |                |
| Memoriał Ondreja Nepeli               |                |                |                |                |                | 4              |                |                |                |                |                |                |                |                |                |                |                |
| U.S. International Classic            |                |                |                |                |                |                |                | 4              |                |                |                |                |                |                |                |                |                |
| Międzynarodowe: Kategorie młodzieżowe |                |                |                |                |                |                |                |                |                |                |                |                |                |                |                |                |                |
| Mistrzostwa świata juniorów           |                |                | 3              |                |                |                |                |                |                |                |                |                |                |                |                |                |                |
| JGP Finał                             |                |                | 6              |                |                |                |                |                |                |                |                |                |                |                |                |                |                |
| JGP w Czechach                        |                |                | 4              |                |                |                |                |                |                |                |                |                |                |                |                |                |                |
| JGP w Estonii                         |                | 10             |                |                |                |                |                |                |                |                |                |                |                |                |                |                |                |
| JGP w Wielkiej Brytanii               |                |                | 4              |                |                |                |                |                |                |                |                |                |                |                |                |                |                |
| Krajowe                               |                |                |                |                |                |                |                |                |                |                |                |                |                |                |                |                |                |
| Mistrzostwa Stanów Zjednoczonych      | 9 N            | 3 N            | 3 J            | 10             | 5              | 5              | 1              | 1              |                |                |                |                |                |                |                |                |                |
| Eastern Sectionals                    | 4 N            | 1 N            |                | 1              |                |                |                |                |                |                |                |                |                |                |                |                |                |
| Zawody zespołowe                      |                |                |                |                |                |                |                |                |                |                |                |                |                |                |                |                |                |
| Igrzyska olimpijskie                  |                |                |                |                |                |                |                | 3              |                |                |                |                |                |                |                |                |                |
| World Team Trophy                     |                |                |                |                |                |                | 1 T 5 P        |                |                |                |                |                |                |                |                |                |                |

### Solistki
| Eastern Sectionals    | 9 N | 11 N |
| New England Regionals | 4 N |      |